# 히이덴키비
히이덴키비(Hiidenkivi)는 핀란드 헬싱키에 본사를 둔 문화, 역사, 언어 및 문학에 관한 기사를 특집으로 다루는 잡지였다. 이 잡지는 1994년부터 2012년까지 발행되었다.

## 연혁 및 프로필
히이덴키비는 1994년에 엘리나 그룬스트뢰름(Elina Grundström)에 의해 창간되었다. 그 해 1월 28일에 첫 호가 발행되었다. 1995년에 히이덴키비 창간으로 인해 엘리나 그룬스트뢰름은 핀란드 공공 정보부문 상(Finnish State Award for Public Information)을 받았다. 히이덴키비는 핀란드 언어 연구소와 제휴했으며 실제로 이 연구소는 다른 조직의 출판인이였다. 2010년에 잡지는 웹사이트를 시작했다.
2009년 1월부터 2012년 12월까지 히이덴키비의 편집장은 아우티 라우하칸가스(Outi Lauhakangas)였다.  그리고 2012년 12월에 이 잡지는 출판을 중단했다.